# Lew Tołstoj (obwód lipiecki)
Lew Tołstoj, do 1918 roku Astapowo (ros. Лев Толстой, Астапово) – osiedle robotnicze (w latach 1927–2005 – osiedle typu miejskiego) w obwodzie lipieckim w Rosji, centrum rejonu lew-tołstowskiego. Według danych z 2005 roku miejscowość miała około 8800 mieszkańców.

## Historia
Miejscowość początkowo nosiła nazwę Astapowo. Początek jej rozwoju przypada na koniec XIX wieku, po tym, jak w 1890 roku zbudowano w jej pobliżu linię kolejową z Jelca do Trojekurowa i ze Smoleńska do Ranenburga (obecnie Czapłygin).
W 1910 roku na stacji Astapowo zmarł Lew Tołstoj. W listopadzie 1918 roku nazwy wsi i stacji zmieniono  na "Lew Tołstoj". W 1927 roku miejscowość otrzymała status osiedla typu miejskiego.

## Zabytki i miejsca pamięci
Budynki kolejowe, powstałe w przedrewolucyjnym Astapowie, zostały wpisane do rejestru zabytków Federacji Rosyjskiej:
- Dom, w którym zmarł Lew Tołstoj, od 30 sierpnia 1960 roku ma status zabytku klasy państwowej. W listopadzie 1910 roku Tołstoj podróżował w towarzystwie D. P. Makowickiego w wagonie trzeciej klasy do Rostowa nad Donem. W drodze zachorował na zapalenie płuc i wysiadł w Astapowie. Został ulokowany w mieszkaniu naczelnika stacji, I. I. Ozolina, gdzie zmarł 20 listopada (7 listopada według starego porządku) po siedmiu dniach choroby. 21 (8) listopada z tego domu wyruszył kondukt żałobny do Jasnej Polany.
- Kompleks architektoniczny stacji kolejowej od 27 lutego 1992 roku ma status zabytku klasy regionalnej.
- Zabudowania szkoły kolejowej wraz ze szkołą cerkiewną, powstałe w latach 1905–1909, zlokalizowane przy ulicy Priwokzalnej 10.
- Budynek telegrafu, wzniesiony w 1900 roku, znajdujący się przy ulicy Priwokzalnej 13.
- Ambulatorium z 1900 roku, mieszczące się przy ulicy Priwokzalnej 15.
- Park przy stacji kolejowej, założony w 1900 roku, zlokalizowany przy ulicy Priwokzalnej.
- Budynek stacji kolejowej, wzniesiony w latach 1899–1900, mieszczący się przy ulicy Priwokzalnej[1].

Muzeum Lwa Tołstoja
W pokoju, w którym w 1910 roku zmarł Lew Tołstoj, zachowano niezmieniony wystrój wnętrza. Zegar został zatrzymany już w dniu śmierci pisarza i ustawiony na godzinę 6:06. O godzinie 16:00 w dniu śmierci, na budynku stacji została umieszczona tablica pamiątkowa ze złotą inskrypcją "Tutaj zmarł Lew Nikołajewicz Tołstoj 7 listopada 1910 roku".
Z czasem muzeum poszerzyło swoje zbiory o pompę i parowóz. Dnia 1 grudnia 1946 roku w dawnym mieszkaniu Ozolina inaugurowano działalność Muzeum Literackiego, będącego filią Moskiewskiego Muzeum Państwowego L. N. Tołstoja.